# Fosse du Japon
La fosse du Japon est une fosse océanique de la croûte terrestre. 

## Géographie
Elle se situe dans l'océan Pacifique à l'est du Japon et sa profondeur atteint 9 500 mètres. Elle se poursuit au nord avec la fosse des Kouriles, au sud avec la fosse d'Izu-Ogasawara, et à l'ouest avec la fosse de Sagami (en).
Le mont sous-marin Daiichi-Kashima situé dans la moitié méridionale de la fosse et porté par la plaque pacifique est en cours de subduction sous la plaque d'Okhotsk,.

## Histoire
Elle est découverte par George Belknap lors de sa campagne de sondages de 1873-1878 à bord du USS Tuscarora (en) et porte alors le nom de fosse du Tuscarora avant de prendre son nom actuel. 

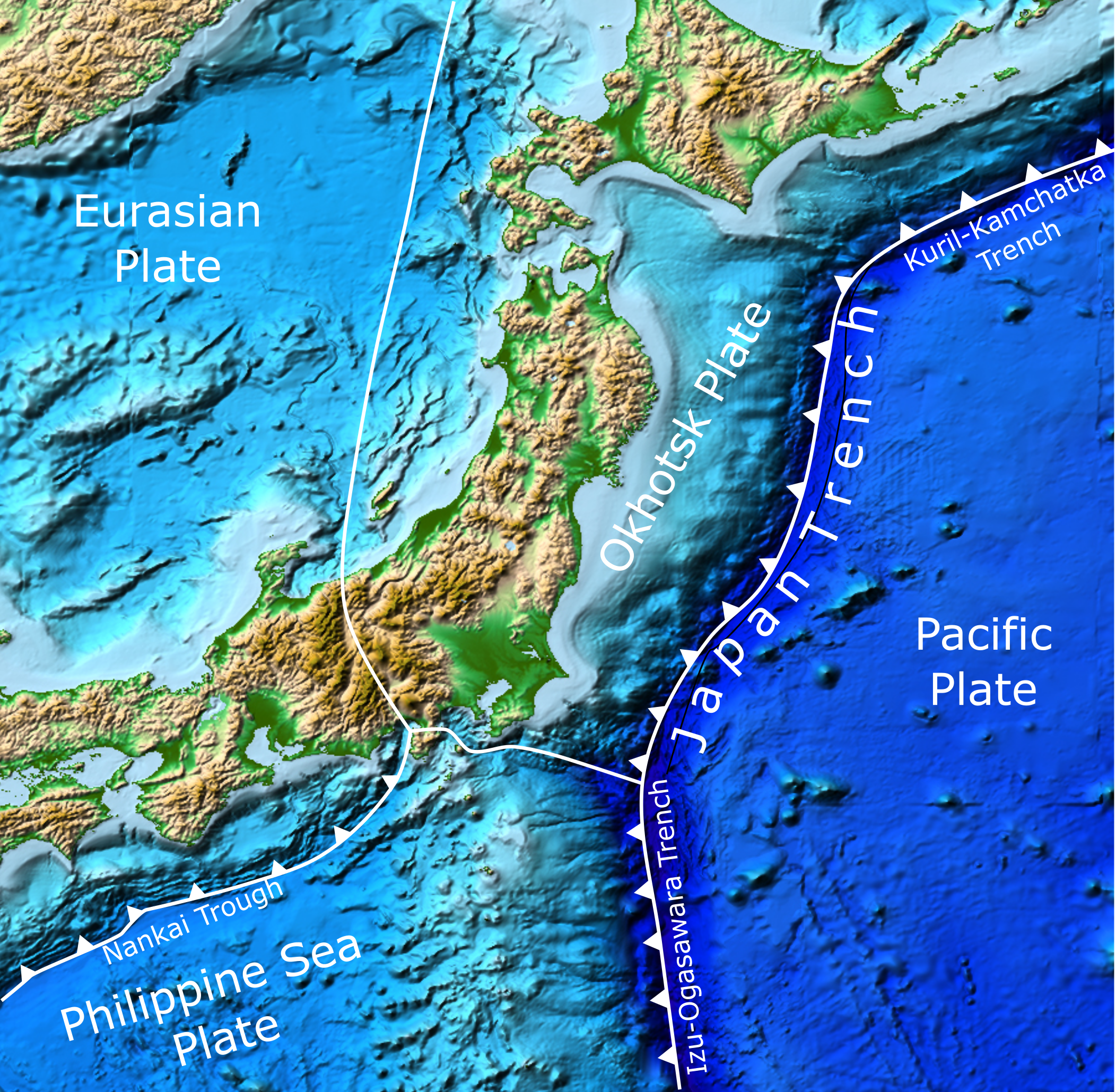
Carte bathymétrique et topographique annotée de l'océan Pacifique à l'est du Japon montrant la situation tectonique au contact de plusieurs plaques dont la fosse du Japon.